# Контаминација
Контаминација је загађење или тровање животне средине и живих организама отровним супстанцама или коришћењем материјала који нарушавају здравље корисника. Контаминирана храна, земља, вода, ваздух или затворени простори могу озбиљно угрожавати опстанак живих организама. Најтежи облик контаминираности настаје излагањем животне средине или организама великим количинама снажно радиоактивних супстанци или хемијским отровима. Загађење може имати облик било које супстанце (чврсте, течне или гасне) или енергије (као што су радиоактивност, топлота, звук или светлост). Загађивачи, компоненте загађења, могу бити или стране супстанце/енергије или природни загађивачи. Иако загађење животне средине може бити узроковано природним догађајима, реч загађење генерално имплицира да загађивачи имају антропогени извор — то јест, извор створен људским активностима. Загађење се често класификује као тачкасто или не-тачкасто загађење. У 2015. загађење је усмртило 9 милиона људи широм света.

## Извори и узроци
Загађење ваздуха долази из природних и људских (антропогених) извора. Међутим, глобално људски загађивачи из сагоревања, грађевинарства, рударства, пољопривреде и ратовања су све значајнији у једначини загађења ваздуха.
Емисије моторних возила су један од водећих узрока загађења ваздуха. Кина, Сједињене Државе, Russia|Русија, Индија Мексико и Јапан су светски лидери у емисији загађења ваздуха. Главни стационарни извори загађења су хемијска постројења, електране на угаљ, рафинерије нафте, петрохемијске фабрике, активности одлагања нуклеарног отпада, спалионице, велике фарме стоке (млечне краве, свиње, живина, итд.), фабрике -а , фабрике за производњу метала, фабрике пластике и друге тешке индустрије. Пољопривредно загађење ваздуха долази од савремених пракси које укључују чисту сечу и спаљивање природне вегетације, као и прскање пестицида и хербицида.
Сваке године се генерише око 400 милиона метричких тона опасног отпада. Само Сједињене Државе производе око 250 милиона метричких тона. Американци чине мање од 5% светске популације, али производе отприлике 25% светског {\displaystyle {\ce {CO2}}}, и производе приближно 30% светског отпада. Године 2007, Кина је претекла Сједињене Државе као највећи светски произвођач {\displaystyle {\ce {CO2}}}, док је још увек далеко иза по глави становника загађења (на 78. месту међу светским нацијама).
Неки од чешћих загађивача земљишта су хлоровани угљоводоници (CFH), тешки метали (као што су хром, кадмијум – који се налази у пуњивим батеријама и олово – који се налази у оловној боји, авионском гориву и још увек у неким земљама у бензину), MTBE, цинк , арсеник и бензол. Године 2001. серија извештаја у штампи која је кулминирала у књизи под називом Судбоносна жетва открила је широко распрострањену праксу рециклирања индустријских нуспроизвода у ђубриво, што је резултирало контаминацијом тла разним металима. Обичне општинске депоније су извор многих хемијских супстанци које улазе у земљиште (и често подземне воде), које потичу из широког спектра прихваћеног отпада, посебно супстанци које су тамо илегално одбачене, или са депонија пре 1970. године које су можда биле под малом контролом у САД или ЕУ. Било је и неких необичних ослобађања полихлорованих дибензодиоксина, који се обично називају диоксини ради једноставности, као нпр. .

### Емисије гасова стаклене баште
Угљен-диоксид, иако је виталан за фотосинтезу, понекад се назива загађењем, јер повишени нивои тог гаса у атмосфери утичу на климу Земље. Нарушавање животне средине такође може да истакне везу између области загађења које би се нормално класификовале посебно, као што су вода и ваздух. Недавне студије су истраживале потенцијал дуготрајног пораста нивоа атмосферског угљен-диоксида да изазове благо, али критично повећање киселости океанских вода, и могуће ефекте тога на морске екосистеме.
У фебруару 2007. године, извештај Међувладиног панела за климатске промене (IPCC), који представља рад 2.500 научника, економиста и креатора политике из више од 120 земаља, потврдио је да су људи примарни узрок глобалног загревања од 1950. године. Људи имају начине за смањење емисије COгасова стаклене баште и избегавање последица глобалног загревања, закључује се у великом климатском извештају. Али да би се променила клима, прелазак са фосилних горива као што су угаљ и нафта треба да се деси у року од деценија, према коначном овогодишњем извештају Међувладиног панела УН-а за климатске промене.

## Ефекти

### Људско здравље
Лош квалитет ваздуха може убити многе организме, укључујући и људе. Загађење озоном може изазвати респираторне болести, кардиоваскуларне болести, упалу грла, бол у грудима и загушење. Загађење воде узрокује приближно 14.000 смртних случајева дневно, углавном због контаминације воде за пиће непречишћеном канализацијом у земљама у развоју. Процењује се да 500 милиона Индијаца нема приступ одговарајућем тоалету, Преко десет милиона људи у Индији се разболело од болести које се преносе водом 2013. године, а 1.535 људи је умрло, већином деце. Скоро 500 милиона Кинеза нема приступ безбедној води за пиће. Анализа из 2010. процењује да је 1,2 милиона људи сваке године прерано умрло у Кини због загађења ваздуха. Висок ниво смога са којим се Кина суочава већ дуже време може да оштети тела цивила и изазове различите болести. СЗО је 2007. проценила да загађење ваздуха узрокује пола милиона смртних случајева годишње у Индији. Студије су процениле да би број људи убијених годишње у Сједињеним Државама могао да буде преко 50.000.
Студија Ланцет комисије за загађење и здравље из октобра 2017. показала је да глобално загађење, посебно токсични ваздух, вода, земљиште и радна места, годишње убију девет милиона људи, што је троструко више од броја смртних случајева изазваних АИДС-ом, туберкулозом и маларијом заједно, и 15 пута више од смрти узрокованих ратовима и другим облицима људског насиља. Студија је закључила да је „загађење један од великих егзистенцијалних изазова антропоценске ере. Загађење угрожава стабилност Земљиних система подршке и угрожава наставак опстанка људских друштава.”